# Anul·leu la meva reserva
Anul·leu la meva reserva (títol original: Cancel My Reservation) és una pel·lícula de comèdia estatunidenca de 1972 protagonitzada per Bob Hope i Eva Marie Saint i dirigida per Paul Bogart. Està doblada al català.
La pel·lícula va ser l'última de les més de 50 intervencions de Bob Hope com a protagonista, una sèrie que va començar el 1938. També va ser l'última pel·lícula d'Eva Marie Saint abans de fer un descans de la gran pantalla fins a Res en comú de 1986.

## Argument
Dan Bartlett és un presentador de tertúlies estressat que és enviat de vacances a Arizona per ordre del metge. Allí, juntament amb la seva dona, haurà de resoldre una sèrie d'assassinats.

## Repartiment
- Bob Hope com Dan Bartlett
- Eva Marie Saint com Sheila Bartlett
- Ralph Bellamy com John Ed
- Forrest Tucker com Reese
- Anne Archer com Crazy Hollister
- Keenan Wynn com xèrif 'Houndtooth' Riley
- Chief Dan George com 'Vell Os'
- Pat Morita com Yamamoto
- Tracy Bogart com adolescent
- Betty Ann Carr com Mary Little Cloud
- Henry Darrow com Joe Little Cloud
- Doodles Weaver com Cactus (xèrif adjunt)

### Aparicions de cameo sense acreditar
- Johnny Carson com ell mateix
- Bing Crosby com ell mateix
- John Wayne com ell mateix
- Flip Wilson com ell mateix

## Recepció
Com la majoria dels esforços cinematogràfics posteriors de Bob Hope, Anul·leu la meva reserva no va ser un èxit a taquilla i va ser criticat per la crítica. Hope i la seva dona Dolores van assistir a l'estrena de la pel·lícula al Radio City Music Hall de la ciutat de Nova York i, segons se sap, va lamentar que s'estava fent massa vell per interpretarà a un protagonista i, per tant, no faria cap altre llargmetratge, tot i que faria cameos en pel·lícules posteriors.